# Novo Selo (Velika Plana)
Novo Selo (em cirílico: Ново Село) é uma vila da Sérvia localizada no município de Velika Plana, pertencente ao distrito de Podunavlje, na região de Veliko Pomoravlje. A sua população era de 1236 habitantes segundo o censo de 2011.

## Demografia
| 1948 | 1953 | 1961 | 1971 | 1981 | 1991 | 2002 | 2011 |
| ---- | ---- | ---- | ---- | ---- | ---- | ---- | ---- |
| 1577 | 1627 | 1623 | 1523 | 1684 | 1628 | 1256 | 1236 |